# Mae Questel
Mae Questel (New York, 13 settembre 1908 – New York, 4 gennaio 1998) è stata un'attrice e doppiatrice statunitense, nota soprattutto per aver dato la propria voce ai personaggi animati di Betty Boop e Olivia.

## All'inizio fu Betty Boop
Nata con il nome di Mae Kwestel in una famiglia di ebrei ortodossi del Bronx, da Simon Kwestel e Freida Glauberman. Studiò recitazione all'American Theatre Wing e al Theatre Guild. Nonostante la netta opposizione dei genitori, a diciassette anni vinse un concorso per giovani talenti presentandosi come imitatrice. Iniziò allora ad esibirsi in spettacoli di vaudeville proponendo imitazioni sia di animali sia di attori e attrici popolari come Fanny Brice, Marlene Dietrich, Eddie Cantor, Mae West, Maurice Chevalier ed Helen Kane, una cantante di New York particolarmente in voga in quegli anni.
Proprio per quest'ultima imitazione fu notata dall'animatore Max Fleischer, che stava cercando un'attrice con una voce adatta al personaggio di Betty Boop. Il Boop-boop-a-doop della Questel, che rendeva l'insensato ma sensuale ritornello in uno stile simile a quello originario di Helen Kane evocando nello stesso tempo il fascino seduttivo di Clara Bow (la star di Brooklyn su cui era stata modellata Betty Boop), era esattamente quello che Fleischer voleva. Nel 1931 Mae fu scritturata dai Fleischer Studios e fece inizialmente parte di un gruppo di doppiatrici del personaggio (Margie Hines, Kate Wright, Ann Rothschild, Bonnie Poe), ma ne divenne ben presto l'interprete esclusiva dando la sua voce a più di 150 brevi cartoni animati di Betty Boop fino al 1939, quando la serie venne ufficialmente conclusa.
Verso la metà degli anni '30 incise una sua versione della canzone On the Good Ship Lollipop (cavallo di battaglia di una giovanissima Shirley Temple), di cui furono vendute più di 2 milioni di copie.

## Olivia e le altre
Sin dagli anni '30 Questel diede anche la voce a Olivia (Olive Oyl) in Braccio di Ferro. Regolò la sua voce secondo quella nasale di Olivia, ed espressioni come "Oh, caro!" nella persona del personaggio della leggendaria attrice ZaSu Pitts, e alla fine preservò questo ruolo per più di venti anni. Questel si rifiutò di trasferirsi a Miami dove i Fleischer Studios erano collocati nel 1938. Margie Hines fu la voce di Olivia durante gli anni di Miami. Questel ritornò poi nuovamente a dare la sua voce ad Olivia quando la Paramount Pictures spostò i precedenti Fleischer Studios che divennero Famous Studios di nuovo a New York City.
Quando Hanna-Barbera iniziò a creare i nuovi cartoni animati basati su Braccio di Ferro per la televisione nel 1978, Questel fece l'audizione per il ruolo di Olivia, ma la voce di questa andò ad un'altra doppiatrice.
Oltre alla voce di Olivia, che la rese famosa, Questel diede anche voce a La piccola Lulù (Little Lulu) e Little Audrey. Negli anni '50, fu anche la voce del personaggio principale della serie animata Winky Dink and You.
Questel diede anche voce a Betty Boop nell'apparizione nel cameo Chi ha incastrato Roger Rabbit (1988).

## Apparizioni live
Mae apparve sullo schermo negli anni '30 nel ruolo di se stessa, la più notata in "Hollywood on Parade". Fece la sua prima apparizione negli anni '60 e fu vista come una delle amiche della madre di Fanny Brice all'inizio di Funny Girl. Apparve in Zelig e anche nel film New York Stories.
Raggiunse una grande fama in una delle più note compagnie televisive di questo periodo: Scott Towels.
L'apparizione finale di Mae fu nel ruolo della zia Bethany in Un Natale esplosivo; le altre apparizioni di Questel nel teatro di Broadway includono A Majority of One, Enter Laughing, and Bajour.
La Questel morì per complicazioni collegate all'Alzheimer all'età di 89 anni a New York. Fu seppellita a West Babylon, New York.

## Filmografia parziale

### Attrice

#### Cinema
- Wayward, regia di Edward Sloman (1932)
- Il molto onorevole ministro (A Majority of One), regia di Mervyn LeRoy (1961)
- Sherlocko investigatore sciocco (It'$ Only Money), regia di Frank Tashlin (1962)
- Funny Girl, regia di William Wyler (1968)
- Zelig, regia di Woody Allen (1983)
- New York Stories, episodio Edipo relitto (Oedipus Wrecks), regia di Woody Allen (1989)
- National Lampoon's Christmas Vacation - Un Natale esplosivo! (National Lampoon's Christmas Vacation), regia di Jeremiah S. Chechik (1989)

#### Televisione
- Hollywood on Parade (1932-1934)
- Indirizzo permanente (77 Sunset Strip) – serie TV, episodio 4x18 (1962)

### Doppiatrice
- Bubbles (1930)
- Dizzy Dishes (1930)
- Silly Scandals (1931)
- Minding the Baby, regia di Dave Fleischer (1931)
- Kitty from Kansas City (1931)
- Musical Justice (1931)
- Boop-Oop-A-Doop (1932)
- S.O.S Swim or Sink (1932)
- Minnie the Moocher (1932)
- Crazy Town (1932)
- The Dancing Fool (1932)
- Oh! how I Hate to get up in the morning (1932)
- A-Haunting we will go (1932)
- Let me call you Sweetheart (1932)
- The Betty Boop Limited (1932)
- Betty Boop's bizzy Bee (1932)
- The musical doctor (1932)
- I'll be glad when you're Dead you Rascal you (1932)
- Betty Boop's museum (1932)
- Biancaneve (1933)
- Betty Boop's birthday party (1933)
- Betty Boop's May Party (1933)
- Mother Goose Land (1933)
- I heard (1933)
- Morning, Moon and Night (1933)
- Betty Boop's Hallowe-en Party (1933)
- I Eats my Spinach (1933)
- Sock-a-bye, Baby (1934)
- Ha! Ha! Ha! (1934)
- Betty in Blunderland (1934)
- Can you take it (1934)
- Betty Boop's Rise to Fame (1934)
- Betty Boop's Trial (1934)
- Betty Boop's Life Guard (1934)
- Poor Cinderella (1934)
- There's Something About a Soldier (1934)
- Betty Boop's little Pal (1934)
- Betty Boop's Prize Show (1934)
- Baby be Good (1935)
- Stop That Noise (1935)
- Betty Boop and Grampy (1935)
- Making Stars (1935)
- The Spinach Overture (1935)
- Be Human (1936)
- Christmas Comes but Once a Year (1936)
- Making friends (1936)
- A ride for Cinderella (1937)
- House Cleaning Blues (1937)
- Whoops! I'm a Cowboy (1937)
- The Hot Air Salesman (1937)
- Collericamente vostro Braccio di Ferro (1960-1961)
- Chi ha incastrato Roger Rabbit (1988)

## Doppiatrici italiane
- Lydia Simoneschi in Sherlocko investigatore sciocco
- Franca Dominici in Funny Girl
- Isa Bellini in New York Stories
- Wanda Tettoni in Un Natale esplosivo

Da doppiatrice è sostituita da:
- Wanda Tettoni in Chi ha incastrato Roger Rabbit
- Paola Piccinato, Elena Magoia in Collericamente vostro Braccio di Ferro (1° voce)
- Rosalinda Galli in Collericamente vostro Braccio di Ferro (2° voce)
- Graziella Porta in Collericamente vostro Braccio di Ferro (3° voce), Betty Boop: Il blues delle casalinghe